# حسين رفقي باشا
حسين رفقي باشا (1876 ـ 1950) هو قائد عسكري وسياسي مصري، كان كبيرًا لياوران الملك فؤاد الأول، ثم فاروق الأول، قبل أن يصير الوزير الخامس والعشرين للحربية والبحرية في تاريخ مصر في الفترة من ديسمبر 1937 إلى أبريل 1938، ثم صار فيما بعد عضوًا بمجلس الشيوخ. حصل على الوشاح الأكبر لنيشان إسماعيل والوشاح الأكبر لنيشان النيل، ويمت إلى أسرة محمد علي باشا بصلة قرابة من جهة أمه.